# 第一代利物浦伯爵查爾斯·詹金遜

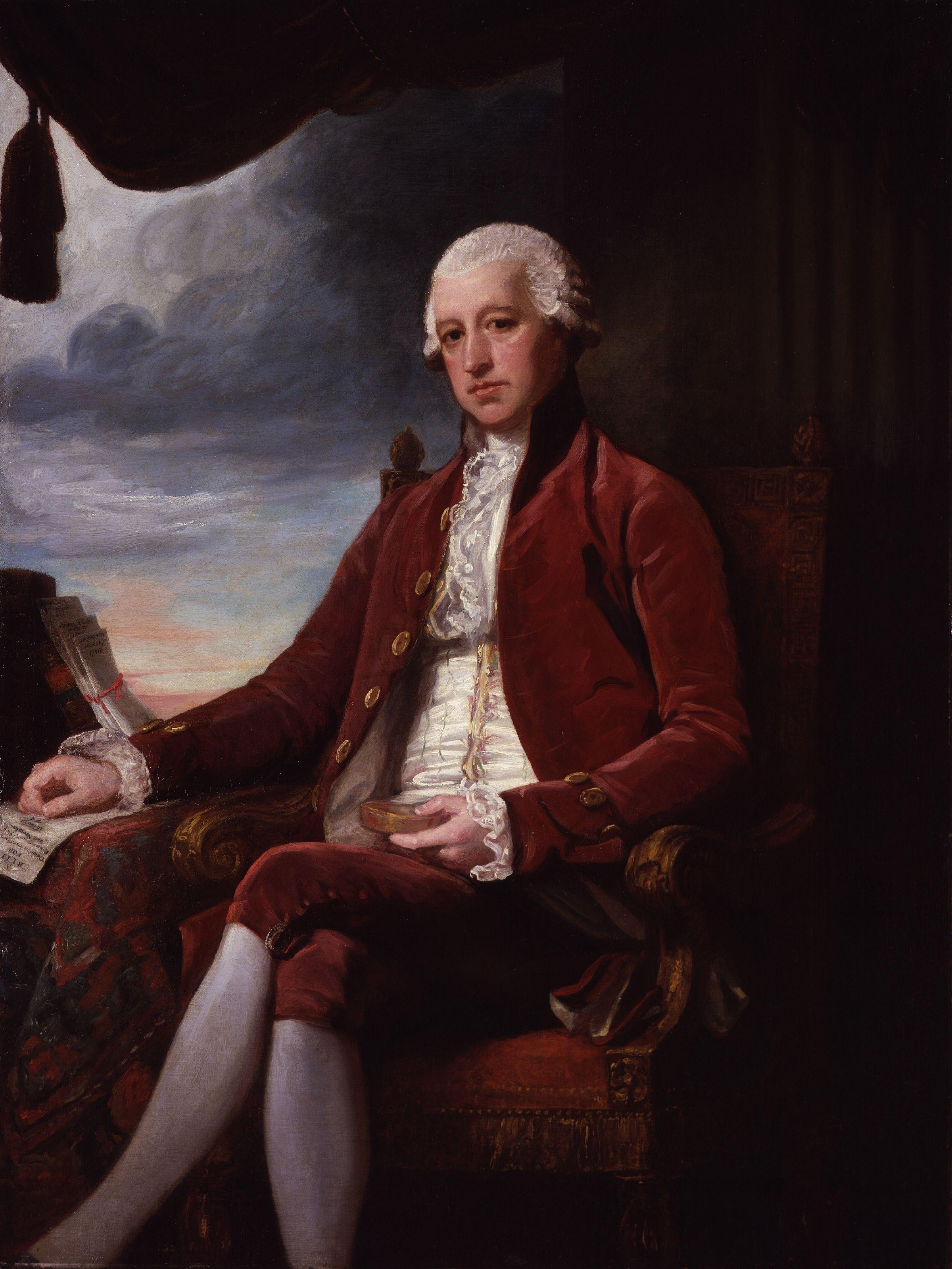
第一代利物浦伯爵查爾斯·詹金遜

第一代利物浦伯爵查尔斯·詹金逊（英語：Charles Jenkinson, 1st Earl of Liverpool；1727年4月26日—1808年12月17日）英格蘭政治家，父亲查尔斯·詹金逊上校（d. 1750）是一名軍官，他是长子，生于温切斯特。这个家族是安东尼·詹金逊船长（d. 1611）的后裔，安东尼·詹金逊是商人和旅行者，第一个进入中亚的英国人。
詹金逊就读于切特豪斯学校（Charterhouse School）和牛津大学学院，1752年硕士毕业。1760年成為喬治三世龐臣比特伯爵（Bute）的私人祕書，他赢得喬治三世的喜爱，標得伯爵退休后詹金逊英国下议院“国王朋友”的领袖。1763年乔治·格伦维尔任命他为财政秘书，1766年短暂退休后，他担任海軍部專員和财政大臣，1778年任軍務大臣，1786年到1803年任贸易委员会主席和蘭開斯特公爵領地事務大臣，1786年他被授于霍克斯伯里男爵（Baron Hawkesbury）爵位，十年后再次授利物浦伯爵（Earl of Liverpool）爵位。
利物浦伯爵有两次婚姻：第一次同阿梅莉娅（Amelia） (d. 1770)，威廉·瓦茨的女儿。第二次同凯瑟琳（Catherine），塞西尔·比索夫爵士（Cecil Bisshoff）的女儿，两次婚姻各有一个儿子，長子羅伯特·詹金遜（Robert Banks Jenkinson）是著名的政治家，后成为英国首相。
澳大利亚新南威尔士州的霍克斯堡河（霍克斯伯里河）和加拿大安大略省东部的霍克斯伯里镇即以他的爵号霍克斯伯里男爵命名。

## 伸延閱讀
- Cannon, John. .  線上版. 牛津大學出版社. 2008. doi:10.1093/ref:odnb/14737. 需要订阅或英国公共图书馆会员资格
- Hamilton, John Andrew. . Lee, Sidney  (编).  29. London: Smith, Elder & Co: 309–310. 1892.
- Spencer, Howard, , Fisher, D.R.  (编), , Cambridge University Press, 2009